# Matteo Serafini
Matteo Serafini (nascido em 21 de abril de 1978, em Bréscia) é um futebolista italiano.